# Tianjin Xinda Plaza
Le Tianjin Xinda Plaza est un gratte-ciel de 238 mètres construit en 2004 à Tianjin en Chine. 